# Frickinger Heimathefte
Die Frickinger Heimathefte waren eine lokalgeschichtliche Reihe, die vom Heimatverein Frickingen – Oberes Aachtal e. V. herausgegeben wurde. Zwischen 1988 und 1999 erschienen 6 Hefte. Sie enthalten Aufsätze zur Geschichte der Gemeinde Frickingen (Bodenseekreis), ihrer Teilorte (Frickingen, Altheim, Leustetten) und ihrer Nachbargemeinden, ferner Beiträge zur Volkskunde und Geologie des unteren Linzgaus. Die Frickinger Heimathefte werden nicht weitergeführt; an ihrer Stelle gibt der Gemeindeverwaltungsverband Salem, Frickingen und Heiligenberg seit 2016 das ähnlich aufgebaute „Linzgau-Mosaik“ heraus.